# Oldenzaal
Oldenzaal (en baix alemany: Oldnzel), és un municipi de la província d'Overijssel, al centre-est dels Països Baixos. L'1 de gener de 2021 tenia 31.701 habitants repartits per una superfície de 21,98 km² (dels quals 0,39 km² corresponen a aigua).

## Administració
Des del 17 de desembre del 2018, l'alcalde del municipi és Patrick Welman de la CDA. Els 23 membres del consistori municipal són, des del 2022:
| Partit                  | Escons |
| ----------------------- | ------ |
| WG Oldenzaal            | 9      |
| CDA                     | 4      |
| VVD                     | 4      |
| Solidair Oldenzaal (SO) | 2      |
| Partit del Treball      | 2      |
| Esquerra Verda          | 1      |
| Demòcrates 66           | 1      |
| Font:                   |        |

## Galeria d'imatges

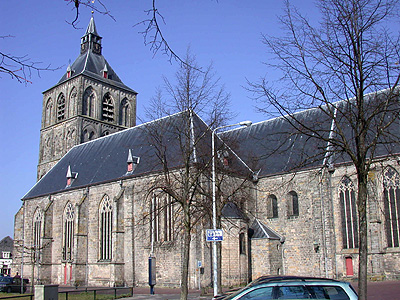
Basílica de Sint-Plechelmus
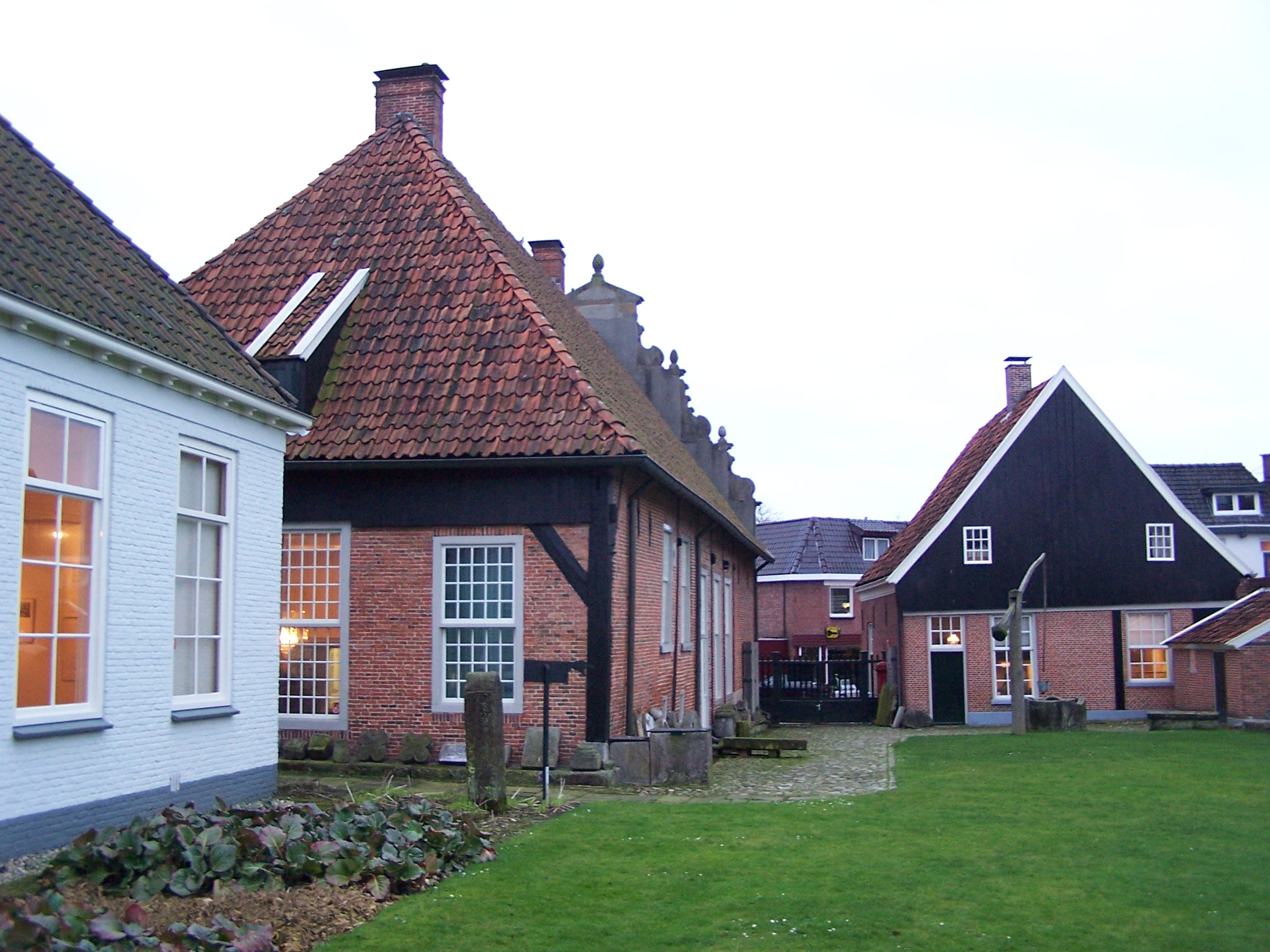
Museu Paltehuis